# Torneo Apertura 2022 (Bolivia)
El Torneo Apertura 2022 fue la octogésima novena edición del campeonato oficial de Primera División del fútbol boliviano organizado por la FBF. Comenzó el 4 de febrero y finalizó el 12 de junio. El campeón del torneo clasificó a la Copa Libertadores 2023 como Bolivia 1, mientras que el subcampeón clasificó a la Copa Sudamericana 2023 como Bolivia 1.

## Sistema de juego
Es el primer Torneo de la División de Fútbol Profesional 2022. Fue definido por el Consejo Superior de la FBF que el Torneo Apertura se dispute en dos series A y B, cada serie conformada por ocho equipos. Los mejores cuatro de cada serie clasificarán a una liguilla final, donde el ganador será el campeón y clasificará a la Copa Conmebol Libertadores 2023 (como Bolivia 1) y el subcampeón clasificará a la Copa Conmebol Sudamericana 2023 (como Bolivia 1). Los cuartos de final, semifinales serán a ida y vuelta, mientras que la final serán a partido único, el partido que define al campeón será en cancha neutral; en caso de que dos clubes igualen en el tiempo reglamentario en los play-off se definirá en lanzamiento desde el punto penal. El formato fue ratificado por la FBF el 11 de enero de 2022, además se confirmó la adición de dos fechas adicionales denominadas "Clásicos Interseries", así cada equipo jugará 16 partidos en la primera fase.

### Árbitros
| Árbitros           | Edad    | Categoría          |
| ------------------ | ------- | ------------------ |
| Jordy Alemán       | 32 años | Bandera de Bolivia |
| Joaquín Antequera  | 51 años | Bandera de Bolivia |
| Nelson Barros      | –       | Bandera de Bolivia |
| Álvaro Campos      | –       | Bandera de Bolivia |
| Juan Castro        | –       | Bandera de Bolivia |
| Gado Flores        | –       | Bandera de Bolivia |
| Carlos García      | –       | Bandera de Bolivia |
| Juan Nelio García  | 43 años |                    |
| Julio Gutiérrez    | –       | Bandera de Bolivia |
| José Jordán        | 47 años |                    |
| Jorge Justiniano   | –       | Bandera de Bolivia |
| Alejandro Mancilla | –       | Bandera de Bolivia |
| Ivo Méndez         | 34 años |                    |
| Raúl Orosco        | 46 años |                    |
| Hostin Prado       | –       | Bandera de Bolivia |
| Orlando Quintana   | –       | Bandera de Bolivia |
| Rafael Subirana    | –       | Bandera de Bolivia |
| Gery Vargas        | 44 años |                    |
| Luis Yrusta        | 46 años |                    |

## Clubes participantes

### Distribución geográfica de los clubes
| Departamento | Cantidad | Club                    |
| ------------ | -------- | ----------------------- |
| Santa Cruz   | 5        | Blooming                |
| Santa Cruz   | 5        | Guabirá                 |
| Santa Cruz   | 5        | Oriente Petrolero       |
| Santa Cruz   | 5        | Real Santa Cruz         |
| Santa Cruz   | 5        | Royal Pari              |
| Cochabamba   | 4        | Atlético Palmaflor      |
| Cochabamba   | 4        | Aurora                  |
| Cochabamba   | 4        | Jorge Wilstermann       |
| Cochabamba   | 4        | Universitario de Vinto  |
| La Paz       | 3        | Always Ready            |
| La Paz       | 3        | Bolívar                 |
| La Paz       | 3        | The Strongest           |
| Chuquisaca   | 2        | Independiente Petrolero |
| Chuquisaca   | 2        | Universitario de Sucre  |
| Potosí       | 1        | Nacional Potosí         |
| Tarija       | 1        | Real Tomayapo           |

### Información de los clubes
| Equipo                  | Ciudad                  | Estadio                  | Capacidad | Proveedor           | Auspiciador                               |
| ----------------------- | ----------------------- | ------------------------ | --------- | ------------------- | ----------------------------------------- |
| Always Ready            | El Alto                 | Municipal de El Alto     | 25 000    | Bandera de Ecuador  | UTB                                       |
| Atlético Palmaflor      | Quillacollo             | Municipal de Quillacollo | 6000      | Oxígeno Wear        | Ver lista GM de Quillacollo               |
| Aurora                  | Cochabamba              | Félix Capriles           | 32 000    | Bandera de Ecuador  | Ver lista Cerveza Burguesa                |
| Blooming                | Santa Cruz de la Sierra | Ramón Aguilera Costas    | 32 000    | Blooming Oficial    | Ver lista Cerveza Burguesa                |
| Bolívar                 | La Paz                  | Hernando Siles           | 42 000    | Bandera de Alemania | Ver lista                                 |
| Guabirá                 | Montero                 | Gilberto Parada          | 18 000    | Olive Sport         | Ver lista Azúcar Guabirá Celina           |
| Independiente Petrolero | Sucre                   | Olímpico Patria          | 30 000    | Forte Athletic      | Ver lista                                 |
| Jorge Wilstermann       | Cochabamba              | Félix Capriles           | 32 000    | Forte Athletic      | Ver lista Campero COBOCE                  |
| Nacional Potosí         | Potosí                  | Víctor Agustín Ugarte    | 30 000    | Willys Athletic     | Ver lista Cerveza Potosina                |
| Oriente Petrolero       | Santa Cruz de la Sierra | Ramón Aguilera Costas    | 38 500    | Bandera de Ecuador  | Ver lista Cerabol                         |
| Real Santa Cruz         | Santa Cruz de la Sierra | Real Santa Cruz          | 12 000    | Arce                | Ver lista Tierra y Techo Nueva Santa Cruz |
| Real Tomayapo           | Tarija                  | IV Centenario            | 20 000    | LEA Sport           | Ver lista Fadami-Tomay                    |
| Royal Pari              | Santa Cruz de la Sierra | Ramón Aguilera Costas    | 38 500    | Bandera de Ecuador  | Grupo Sion                                |
| The Strongest           | La Paz                  | Hernando Siles           | 42 000    | Bandera de Ecuador  | Ver lista Mi Teleférico                   |
| Universitario de Sucre  | Sucre                   | Olímpico Patria          | 30 000    | Lucky Sport         | Cemento Fancesa                           |
| Universitario de Vinto  | Vinto                   | Hipólito Lazarte         | 2000      | Forte Athletic      | Productos Lucana                          |

### Entrenadores
| Equipo                  | Entrenador (jornadas)                                           |
| ----------------------- | --------------------------------------------------------------- |
| Always Ready            | Sebastián Abreu (1-5) Eduardo Villegas (6-presente)             |
| Atlético Palmaflor      | Humberto Viviani (1-presente)                                   |
| Aurora                  | Sergio Zeballos (1-3) Francisco Argüello (4-presente)           |
| Blooming                | Rodrigo Venegas (1-presente)                                    |
| Bolívar                 | Antônio Carlos Zago (1-presente)                                |
| Guabirá                 | Víctor Hugo Antelo (1-5) Mauricio Soria (6-presente)            |
| Independiente Petrolero | Marcelo Robledo (1-presente)                                    |
| Jorge Wilstermann       | Miguel Ponce (1-presente)                                       |
| Nacional Potosí         | Flavio Robatto (1-presente)                                     |
| Oriente Petrolero       | Erwin Sánchez (1-presente)                                      |
| Real Santa Cruz         | Daniel Farrar (1-presente)                                      |
| Real Tomayapo           | Víctor Hugo Andrada (1-presente)                                |
| Royal Pari F. C.        | Miguel Ángel Portugal (1-4) Julio César Baldivieso (5-presente) |
| The Strongest           | Cristian Leonel Díaz (1-presente)                               |
| Universitario de Sucre  | Jhonny Serrudo (1-presente)                                     |
| Universitario de Vinto  | Marcelo Claros (1-presente)                                     |

### Jugadores

#### Jugador categoría Sub-20
El Consejo de la División Profesional aprobó la inclusión obligatoria de un jugador de la categoría sub-20 durante 45 minutos.
en caso de que el jugador fuera expulsado, no es necesario que se vuelva a incluir a otro futbolista sub-20; sin embargo, en caso de que éste se lesionara, debe ser reemplazado por otro de la misma categoría.

#### Jugadores extranjeros
Cada equipo pudo incluir dentro de su lista un máximo de seis jugadores extranjeros, permitiéndose un máximo de 4 jugadores extranjeros simultáneos en cancha. Los jugadores extranjeros que tengan uno o los dos padres bolivianos, son bolivianos en las listas y en el terreno de juego. Durante el período de fichajes los equipos pueden tener más de 6 jugadores extranjeros en sus filas siempre y cuando el jugador no esté inscrito reglamentariamente.
| Jugadores extranjeros habilitados  | Jugadores extranjeros habilitados | Jugadores extranjeros habilitados | Jugadores extranjeros habilitados | Jugadores extranjeros habilitados | Jugadores extranjeros habilitados | Jugadores extranjeros habilitados | Jugadores extranjeros habilitados            | Jugadores extranjeros habilitados |
| Equipo                             | Jugador 1                         | Jugador 2                         | Jugador 3                         | Jugador 4                         | Jugador 5                         | Jugador 6                         | Jugador Nacionalizado                        | Jugador Padres Bolivianos         |
| ---------------------------------- | --------------------------------- | --------------------------------- | --------------------------------- | --------------------------------- | --------------------------------- | --------------------------------- | -------------------------------------------- | --------------------------------- |
| Always Ready                       | Marcos Riquelme                   | Kelvin Mateus de Oliveira         | Elkin Blanco                      | Gustavo Cristaldo                 | Luis Adrián Martínez              | José Alí Meza                     | Arnaldo Giménez Nelson Cabrera Marc Enoumba  |                                   |
| Atlético Palmaflor                 | Joaquín Lencinas                  | Maximiliano Gómez                 | Igor Soares Santana               | Wesley da Silva                   | Richard Luca                      | Jean-Christophe Bahebeck          |                                              | Freddy Abastoflor                 |
| Aurora                             | Agustín Cousillas                 | Enzo Maidana                      | Oswaldo Blanco                    | Sebastian Zaracho                 | Thabiso Brown                     |                                   |                                              |                                   |
| Blooming                           | Nahuel Iribarren                  | Rafael Mollercke                  | Darlan Noronha                    | Christian Latorre                 | Fernando Arismendi                |                                   | Jefferson Tavares                            | Erwin Junior Sánchez              |
| Bolívar                            | Patricio Rodríguez                | Bruno Sávio da Silva              | César Henrique Martins            | Francisco da Costa                | Àlex Granell                      | Alberto Guitián                   |                                              | Joel Fernández                    |
| Guabirá                            | Kevin Mina                        | David Robles                      | Nelson Amarilla                   | Juan Godoy                        | Luís Leal                         |                                   |                                              | Alejandro Meleán                  |
| Independiente Petrolero            | Martín Chiatti                    | Leonel Buter                      | Luis Acuña                        | José Erik Correa                  | Robin Ramírez                     | Francisco Silva Cabrera           | Mijail Aviles                                | Diago Giménez                     |
| Jorge Wilstermann                  | Javier Sanguinetti                | Cristian Chávez                   | Santiago Echeverría               | Andrés Chávez                     | Sergio Henrique Francisco         | José Escobar                      | Maximiliano Ortiz Robson Dos Santos          | Rodrigo Morales                   |
| Nacional Potosí                    | Cristián Álvarez                  | Maximiliano Núñez                 | Alexis Hinestroza                 | David Valencia                    | Tommy Tobar                       | Martín Galain                     |                                              |                                   |
| Oriente Petrolero                  | Luciano Guaycochea                | Facundo Suárez                    | Maximiliano Caire                 | Wilson Quiñonez                   | Leandro Zazpe                     | Hugo Dorrego                      |                                              | Luis Salces                       |
| Universitario de Sucre             | Ángel Prudencio                   | Iván Brun                         | Nahuel Cisneros                   | Jhonatan Franco                   | Carlos Ardián                     | William Klingender                | Marcelo Gomes                                |                                   |
| Universitario de Vinto             | Ezequiel Michelli                 | Julio Vila                        | Hallyson Padilha                  | Raúl Olivares                     | Andrés Llano                      | Roy Ndoutoumou                    |                                              |                                   |
| Real Santa Cruz                    | Carlos Franco                     | César García                      | Dorny Romero                      | Wilman Modesta                    | Jairo Hestefano Jean              | Silvio Torales                    | Marcos Ovejero Damián Lizio Sebastián Angulo |                                   |
| Real Tomayapo                      | Eber Vera                         | Thiago Ribeiro                    | Eber Caicedo                      | Bruno Pascua                      | Javier Martínez                   | Luis Maldonado                    | Enrique Díaz                                 |                                   |
| Royal Pari                         | Esteban Orfano                    | Joel Amoroso                      | Roberto Luzarraga                 | John Freddy Pérez                 | Miguel Ángel Murillo              | Rolando Blackburn                 |                                              |                                   |
| The Strongest                      | Cristian Esparza                  | Enrique Triverio                  | Martín Prost                      | Ismael Benegas                    | Rodrigo Amaral                    | Gonzalo Castillo                  | Luciano Ursino Jair Reinoso                  |                                   |
| Actualizado el 31 de enero de 2022 |                                   |                                   |                                   |                                   |                                   |                                   |                                              |                                   |

## Series

### Serie A
| Pos. | Equipo                 | Pts. | PJ | G | E | P | GF | GC | Dif. | Clasificación  |
| ---- | ---------------------- | ---- | -- | - | - | - | -- | -- | ---- | -------------- |
| 1    | Atlético Palmaflor     | 28   | 16 | 9 | 1 | 6 | 18 | 21 | −3   | Liguilla final |
| 2    | The Strongest          | 27   | 16 | 7 | 6 | 3 | 21 | 11 | +10  | Liguilla final |
| 3    | Nacional Potosí        | 25   | 16 | 7 | 4 | 5 | 31 | 24 | +7   | Liguilla final |
| 4    | Oriente Petrolero      | 22   | 16 | 6 | 4 | 6 | 22 | 22 | 0    | Liguilla final |
| 5    | Guabirá                | 19   | 16 | 5 | 4 | 7 | 17 | 21 | −4   |                |
| 6    | Real Santa Cruz        | 18   | 16 | 5 | 3 | 8 | 22 | 28 | −6   |                |
| 7    | Aurora                 | 17   | 16 | 4 | 5 | 7 | 18 | 21 | −3   |                |
| 8    | Universitario de Sucre | 16   | 16 | 4 | 4 | 8 | 17 | 22 | −5   |                |

 Fuente: FBF

### Serie B
| Pos. | Equipo                  | Pts. | PJ | G  | E | P | GF | GC | Dif. | Clasificación  |
| ---- | ----------------------- | ---- | -- | -- | - | - | -- | -- | ---- | -------------- |
| 1    | Bolívar                 | 37   | 16 | 12 | 1 | 3 | 42 | 9  | +33  | Liguilla final |
| 2    | Blooming                | 27   | 16 | 8  | 3 | 5 | 27 | 30 | −3   | Liguilla final |
| 3    | Royal Pari              | 23   | 16 | 6  | 5 | 5 | 32 | 26 | +6   | Liguilla final |
| 4    | Always Ready            | 19   | 16 | 5  | 4 | 7 | 24 | 22 | +2   | Liguilla final |
| 5    | Universitario de Vinto  | 19   | 16 | 5  | 4 | 7 | 18 | 29 | −11  |                |
| 6    | Jorge Wilstermann       | 18   | 16 | 4  | 6 | 6 | 16 | 20 | −4   |                |
| 7    | Independiente Petrolero | 18   | 16 | 4  | 6 | 6 | 17 | 26 | −9   |                |
| 8    | Real Tomayapo           | 18   | 16 | 4  | 6 | 6 | 14 | 24 | −10  |                |

 Fuente: FBF

## Evolución de la clasificación

### Serie A
| Equipo / Fecha         | 01 | 02 | 03 | 04 | 05 | 06 | 07 | 08 | 09 | 10 | 11 | 12 | 13 | 14 | 15 | 16 |
| ---------------------- | -- | -- | -- | -- | -- | -- | -- | -- | -- | -- | -- | -- | -- | -- | -- | -- |
| Atlético Palmaflor     | 3  | 8  | 5  | 4  | 2  | 1  | 3  | 1  | 1  | 1  | 2  | 2  | 2  | 3  | 1  | 1  |
| The Strongest          | 1  | 1  | 1  | 1  | 1  | 3  | 2  | 3  | 2  | 2  | 1  | 1  | 1  | 1  | 2  | 2  |
| Nacional Potosí        | 4  | 5  | 4  | 3  | 4  | 2  | 1  | 2  | 3  | 3  | 3  | 3  | 4  | 4  | 3  | 3  |
| Oriente Petrolero      | 8  | 3  | 3  | 5  | 3  | 4  | 5  | 5  | 5  | 5  | 5  | 4  | 3  | 2  | 4  | 4  |
| Guabirá                | 6  | 4  | 6  | 6  | 8  | 8  | 8  | 8  | 8  | 8  | 8  | 8  | 8  | 7  | 8  | 5  |
| Real Santa Cruz        | 7  | 6  | 7  | 8  | 7  | 7  | 7  | 7  | 7  | 7  | 7  | 7  | 7  | 8  | 5  | 6  |
| Aurora                 | 5  | 7  | 8  | 7  | 6  | 6  | 6  | 6  | 6  | 6  | 6  | 6  | 5  | 5  | 6  | 7  |
| Universitario de Sucre | 2  | 2  | 2  | 2  | 5  | 5  | 4  | 4  | 4  | 4  | 4  | 5  | 6  | 6  | 7  | 8  |

### Serie B
| Equipo / Fecha          | 01 | 02 | 03 | 04 | 05 | 06 | 07 | 08 | 09 | 10 | 11 | 12 | 13 | 14 | 15 | 16 |
| ----------------------- | -- | -- | -- | -- | -- | -- | -- | -- | -- | -- | -- | -- | -- | -- | -- | -- |
| Bolívar                 | 1  | 1  | 1  | 1  | 1  | 1  | 1  | 2  | 1  | 1  | 1  | 1  | 1  | 1  | 1  | 1  |
| Blooming                | 8  | 4  | 6  | 3  | 2  | 2  | 2  | 1  | 2  | 2  | 2  | 2  | 2  | 2  | 2  | 2  |
| Royal Pari              | 7  | 7  | 8  | 8  | 5  | 4  | 6  | 5  | 4  | 3  | 3  | 3  | 3  | 3  | 3  | 3  |
| Always Ready            | 3  | 2  | 3  | 6  | 6  | 5  | 5  | 4  | 3  | 6  | 6  | 6  | 5  | 6  | 4  | 4  |
| Universitario de Vinto  | 5  | 8  | 5  | 7  | 8  | 8  | 8  | 8  | 8  | 8  | 8  | 8  | 8  | 8  | 8  | 5  |
| Jorge Wilstermann       | 2  | 3  | 7  | 4  | 4  | 7  | 7  | 6  | 6  | 5  | 5  | 5  | 7  | 4  | 5  | 6  |
| Independiente Petrolero | 6  | 6  | 4  | 5  | 7  | 6  | 4  | 7  | 7  | 7  | 7  | 7  | 6  | 7  | 7  | 7  |
| Real Tomayapo           | 4  | 5  | 2  | 2  | 3  | 3  | 3  | 3  | 5  | 4  | 4  | 4  | 4  | 5  | 6  | 8  |

## Resultados

### Fixture
| B | Universitario de Vinto  | 1 - 1 | Real Tomayapo          | Félix Capriles        | 4 de febrero | 18:00 |
| A | Nacional Potosí         | 1 - 1 | Atlético Palmaflor     | Víctor Agustín Ugarte | 5 de febrero | 17:15 |
| A | Real Santa Cruz         | 0 - 1 | Universitario de Sucre | Real Santa Cruz       | 6 de febrero | 12:00 |
| A | Aurora                  | 0 - 0 | Guabirá                | Félix Capriles        | 6 de febrero | 15:00 |
| B | Independiente Petrolero | 1 - 2 | Always Ready           | Olímpico Patria       | 6 de febrero | 15:00 |
| B | Blooming                | 0 - 7 | Bolívar                | Ramón Aguilera Costas | 6 de febrero | 15:00 |
| A | The Strongest           | 2 - 0 | Oriente Petrolero      | Hernando Siles        | 6 de febrero | 17:15 |
| B | Royal Pari              | 0 - 2 | Jorge Wilstermann      | Ramón Aguilera Costas | 6 de febrero | 19:30 |

| A | Oriente Petrolero      | 2 - 0 | Aurora                  | Ramón Aguilera Costas | 11 de febrero | 20:00 |
| B | Always Ready           | 2 - 2 | Royal Pari              | Municipal de El Alto  | 12 de febrero | 15:00 |
| B | Jorge Wilstermann      | 0 - 1 | Blooming                | Municipal de Sacaba   | 12 de febrero | 15:00 |
| A | Universitario de Sucre | 4 - 3 | Nacional Potosí         | Olímpico Patria       | 12 de febrero | 19:30 |
| A | Atlético Palmaflor     | 0 - 3 | The Strongest           | Colcapirhua           | 13 de febrero | 12:00 |
| A | Real Santa Cruz        | 2 - 2 | Guabirá                 | Real Santa Cruz       | 13 de febrero | 15:00 |
| B | Bolívar                | 2 - 0 | Universitario de Vinto  | Hernando Siles        | 13 de febrero | 15:00 |
| B | Real Tomayapo          | 1 - 1 | Independiente Petrolero | IV Centenario         | 13 de febrero | 17:15 |

| A | Nacional Potosí         | 1 - 0 | Real Santa Cruz        | Víctor Agustín Ugarte | 18 de febrero | 17:15 |
| A | The Strongest           | 1 - 1 | Universitario de Sucre | Hernando Siles        | 18 de febrero | 19:30 |
| A | Aurora                  | 1 - 2 | Atlético Palmaflor     | Municipal de Sacaba   | 19 de febrero | 15:00 |
| B | Always Ready            | 0 - 1 | Real Tomayapo          | Municipal de El Alto  | 19 de febrero | 15:00 |
| B | Royal Pari              | 1 - 1 | Blooming               | Ramón Aguilera Costas | 19 de febrero | 19:30 |
| B | Universitario de Vinto  | 2 - 0 | Jorge Wilstermann      | Municipal de Sacaba   | 20 de febrero | 15:00 |
| B | Independiente Petrolero | 1 - 0 | Bolívar                | Olímpico Patria       | 20 de febrero | 16:00 |
| A | Oriente Petrolero       | 2 - 1 | Guabirá                | Ramón Aguilera Costas | 20 de febrero | 19:30 |

| A | Nacional Potosí        | 3 - 1 | Guabirá                 | Víctor Agustín Ugarte | 25 de febrero | 15:00 |
| B | Blooming               | 5 - 0 | Universitario de Vinto  | Ramón Aguilera Costas | 25 de febrero | 20:00 |
| A | Real Santa Cruz        | 1 - 2 | The Strongest           | Real Santa Cruz       | 26 de febrero | 15:00 |
| A | Atlético Palmaflor     | 2 - 1 | Oriente Petrolero       | Colcapirhua           | 26 de febrero | 15:00 |
| B | Real Tomayapo          | 1 - 0 | Royal Pari              | IV Centenario         | 26 de febrero | 17:15 |
| A | Universitario de Sucre | 1 - 1 | Aurora                  | Olímpico Patria       | 27 de febrero | 15:00 |
| B | Bolívar                | 3 - 0 | Always Ready            | Hernando Siles        | 27 de febrero | 17:15 |
| B | Jorge Wilstermann      | 1 - 0 | Independiente Petrolero | Villa Tunari          | 27 de febrero | 19:15 |

| B | Royal Pari              | 2 - 1 | Universitario de Vinto | Ramón Aguilera Costas | 3 de marzo | 15:00 |
| A | Oriente Petrolero       | 1 - 0 | Universitario de Sucre | Ramón Aguilera Costas | 3 de marzo | 19:30 |
| A | Atlético Palmaflor      | 1 - 0 | Guabirá                | Colcapirhua           | 5 de marzo | 15:00 |
| A | The Strongest           | 1 - 1 | Nacional Potosí        | Hernando Siles        | 5 de marzo | 17:15 |
| B | Real Tomayapo           | 1 - 1 | Bolívar                | IV Centenario         | 5 de marzo | 19:30 |
| B | Always Ready            | 0 - 0 | Jorge Wilstermann      | Municipal de El Alto  | 6 de marzo | 15:00 |
| A | Real Santa Cruz         | 2 - 2 | Aurora                 | Real Santa Cruz       | 6 de marzo | 15:00 |
| B | Independiente Petrolero | 2 - 3 | Blooming               | Olímpico Patria       | 6 de marzo | 17:15 |

| A | Nacional Potosí        | 2 - 1 | Aurora                  | Víctor Agustín Ugarte | 1 de abril | 18:00 |
| B | Blooming               | 1 - 0 | Always Ready            | Ramón Aguilera Costas | 1 de abril | 20:30 |
| A | Real Santa Cruz        | 2 - 1 | Oriente Petrolero       | Real Santa Cruz       | 2 de abril | 15:00 |
| B | Universitario de Vinto | 2 - 2 | Independiente Petrolero | Municipal de Sacaba   | 2 de abril | 15:00 |
| B | Jorge Wilstermann      | 1 - 2 | Real Tomayapo           | Félix Capriles        | 2 de abril | 17:15 |
| A | Universitario de Sucre | 2 - 0 | Atlético Palmaflor      | Olímpico Patria       | 2 de abril | 19:30 |
| A | Guabirá                | 1 - 3 | The Strongest           | Gilberto Parada       | 3 de abril | 15:00 |
| B | Bolívar                | 6 - 0 | Royal Pari              | Hernando Siles        | 3 de abril | 17:15 |

| B | Always Ready           | 6 - 2 | Universitario de Vinto  | Municipal de El Alto  | 8 de abril  | 15:00 |
| B | Royal Pari             | 5 - 1 | Independiente Petrolero | Ramón Aguilera Costas | 9 de abril  | 15:00 |
| A | Atlético Palmaflor     | 2 - 1 | Real Santa Cruz         | Félix Capriles        | 9 de abril  | 15:00 |
| B | Bolívar                | 0 - 1 | Jorge Wilstermann       | Hernando Siles        | 9 de abril  | 17:15 |
| A | Oriente Petrolero      | 4 - 2 | Nacional Potosí         | Ramón Aguilera Costas | 9 de abril  | 19:30 |
| A | Universitario de Sucre | 2 - 0 | Guabirá                 | Olímpico Patria       | 10 de abril | 15:00 |
| B | Real Tomayapo          | 1 - 2 | Blooming                | IV Centenario         | 10 de abril | 17:15 |
| A | Aurora                 | 1 - 0 | The Strongest           | Félix Capriles        | 11 de abril | 18:30 |

| B | Real Tomayapo          | 0 - 1 | Universitario de Vinto  | IV Centenario         | 15 de abril | 18:00 |
| A | Universitario de Sucre | 2 - 3 | Real Santa Cruz         | Olímpico Patria       | 15 de abril | 20:00 |
| B | Always Ready           | 1 - 1 | Independiente Petrolero | Municipal de El Alto  | 16 de abril | 15:00 |
| B | Bolívar                | 6 - 0 | Blooming                | Hernando Siles        | 16 de abril | 17:15 |
| B | Jorge Wilstermann      | 2 - 2 | Royal Pari              | Félix Capriles        | 16 de abril | 19:30 |
| A | Atlético Palmaflor     | 1 - 0 | Nacional Potosí         | Félix Capriles        | 17 de abril | 15:00 |
| A | Guabirá                | 3 - 2 | Aurora                  | Gilberto Parada       | 17 de abril | 17:15 |
| A | Oriente Petrolero      | 1 - 1 | The Strongest           | Ramón Aguilera Costas | 17 de abril | 19:30 |

| B | Independiente Petrolero | 1 - 1 | Real Tomayapo          | Olímpico Patria       | 19 de abril | 18:00 |
| B | Universitario de Vinto  | 1 - 4 | Bolívar                | Félix Capriles        | 19 de abril | 18:00 |
| B | Blooming                | 3 - 3 | Jorge Wilstermann      | Ramón Aguilera Costas | 19 de abril | 20:30 |
| B | Royal Pari              | 5 - 1 | Always Ready           | Ramón Aguilera Costas | 20 de abril | 15:00 |
| A | Aurora                  | 1 - 1 | Oriente Petrolero      | Félix Capriles        | 20 de abril | 18:30 |
| A | The Strongest           | 4 - 1 | Atlético Palmaflor     | Hernando Siles        | 20 de abril | 20:00 |
| A | Guabirá                 | 1 - 0 | Real Santa Cruz        | Gilberto Parada       | 21 de abril | 18:15 |
| A | Nacional Potosí         | 1 - 1 | Universitario de Sucre | Víctor Agustín Ugarte | 21 de abril | 20:00 |

| B | Jorge Wilstermann      | 1 - 1 | Universitario de Vinto  | Félix Capriles        | 22 de abril | 18:00 |
| B | Bolívar                | 3 - 1 | Independiente Petrolero | Hernando Siles        | 22 de abril | 20:00 |
| B | Real Tomayapo          | 1 - 1 | Always Ready            | IV Centenario         | 23 de abril | 17:15 |
| A | Universitario de Sucre | 0 - 1 | The Strongest           | Olímpico Patria       | 24 de abril | 15:00 |
| A | Atlético Palmaflor     | 0 - 1 | Aurora                  | Félix Capriles        | 24 de abril | 15:00 |
| A | Real Santa Cruz        | 3 - 2 | Nacional Potosí         | Real Santa Cruz       | 24 de abril | 15:00 |
| A | Guabirá                | 0 - 0 | Oriente Petrolero       | Gilberto Parada       | 24 de abril | 17:15 |
| B | Blooming               | 1 - 1 | Royal Pari              | Ramón Aguilera Costas | 24 de abril | 19:30 |

| A | Guabirá                 | 1 - 2 | Nacional Potosí        | Gilberto Parada       | 29 de abril | 15:00 |
| A | The Strongest           | 1 - 1 | Real Santa Cruz        | Hernando Siles        | 30 de abril | 15:00 |
| B | Royal Pari              | 6 - 1 | Real Tomayapo          | Ramón Aguilera Costas | 30 de abril | 15:00 |
| A | Aurora                  | 3 - 0 | Universitario de Sucre | Félix Capriles        | 30 de abril | 17:15 |
| B | Independiente Petrolero | 3 - 2 | Jorge Wilstermann      | Olímpico Patria       | 30 de abril | 19:30 |
| B | Always Ready            | 1 - 2 | Bolívar                | Municipal de El Alto  | 1 de mayo   | 15:00 |
| B | Universitario de Vinto  | 2 - 1 | Blooming               | Colcapirhua           | 1 de mayo   | 15:00 |
| A | Oriente Petrolero       | 2 - 1 | Atlético Palmaflor     | Ramón Aguilera Costas | 1 de mayo   | 20:00 |

| B | Universitario de Vinto | 3 - 2 | Royal Pari              | Félix Capriles        | 10 de mayo | 18:00 |
| A | Guabirá                | 3 - 0 | Atlético Palmaflor      | Gilberto Parada       | 10 de mayo | 20:00 |
| B | Jorge Wilstermann      | 1 - 0 | Always Ready            | Félix Capriles        | 11 de mayo | 18:00 |
| A | Universitario de Sucre | 1 - 1 | Oriente Petrolero       | Olímpico Patria       | 11 de mayo | 20:00 |
| A | Nacional Potosí        | 1 - 1 | The Strongest           | Víctor Agustín Ugarte | 11 de mayo | 20:00 |
| A | Aurora                 | 2 - 4 | Real Santa Cruz         | Félix Capriles        | 12 de mayo | 15:00 |
| B | Blooming               | 4 - 0 | Independiente Petrolero | Ramón Aguilera Costas | 12 de mayo | 20:00 |
| B | Bolívar                | 1 - 0 | Real Tomayapo           | Hernando Siles        | 12 de mayo | 20:00 |

| A | The Strongest           | 0 - 0 | Guabirá                | Rafael Mendoza        | 14 de mayo | 15:30 |
| A | Oriente Petrolero       | 1 - 2 | Real Santa Cruz        | Ramón Aguilera Costas | 14 de mayo | 16:00 |
| A | Atlético Palmaflor      | 3 - 1 | Universitario de Sucre | Félix Capriles        | 14 de mayo | 16:00 |
| A | Aurora                  | 2 - 3 | Nacional Potosí        | Félix Capriles        | 15 de mayo | 15:00 |
| B | Royal Pari              | 2 - 1 | Bolívar                | Ramón Aguilera Costas | 15 de mayo | 15:00 |
| B | Real Tomayapo           | 1 - 1 | Jorge Wilstermann      | IV Centenario         | 15 de mayo | 15:00 |
| B | Always Ready            | 3 - 0 | Blooming               | Municipal de El Alto  | 15 de mayo | 15:00 |
| B | Independiente Petrolero | 0 - 0 | Universitario de Vinto | Olímpico Patria       | 15 de mayo | 15:00 |

| A | Guabirá                 | 1 - 0 | Universitario de Sucre | Gilberto Parada       | 19 de mayo | 20:00 |
| A | Real Santa Cruz         | 1 - 2 | Atlético Palmaflor     | Real Santa Cruz       | 21 de mayo | 15:00 |
| A | Nacional Potosí         | 4 - 2 | Oriente Petrolero      | Víctor Agustín Ugarte | 21 de mayo | 15:00 |
| A | The Strongest           | 1 - 0 | Aurora                 | Hernando Siles        | 21 de mayo | 15:00 |
| B | Independiente Petrolero | 0 - 0 | Royal Pari             | Olímpico Patria       | 21 de mayo | 17:15 |
| B | Universitario de Vinto  | 2 - 1 | Always Ready           | Colcapirhua           | 22 de mayo | 15:00 |
| B | Blooming                | 2 - 1 | Real Tomayapo          | Ramón Aguilera Costas | 22 de mayo | 15:00 |
| B | Jorge Wilstermann       | 1 - 4 | Bolívar                | Félix Capriles        | 22 de mayo | 15:00 |

| Atlético Palmaflor     | 1 - 0 | Universitario de Vinto  | Colcapirhua           | 12 de marzo | 15:00 |
| Real Santa Cruz        | 0 - 1 | Always Ready            | Real Santa Cruz       | 12 de marzo | 15:00 |
| Oriente Petrolero      | 1 - 2 | Blooming                | Ramón Aguilera Costas | 12 de marzo | 20:00 |
| Aurora                 | 1 - 0 | Jorge Wilstermann       | Félix Capriles        | 13 de marzo | 15:00 |
| Nacional Potosí        | 5 - 0 | Real Tomayapo           | Víctor Agustín Ugarte | 13 de marzo | 15:00 |
| Universitario de Sucre | 1 - 2 | Independiente Petrolero | Olímpico Patria       | 13 de marzo | 17:30 |
| The Strongest          | 0 - 1 | Bolívar                 | Hernando Siles        | 14 de marzo | 19:00 |
| Guabirá                | 0 - 3 | Royal Pari              | Gilberto Parada       | 20 de marzo | 20:30 |

| Royal Pari              | 1 - 3 | Guabirá                | Ramón Aguilera Costas | 6 de mayo | 19:30 |
| Real Tomayapo           | 1 - 0 | Nacional Potosí        | IV Centenario         | 7 de mayo | 15:00 |
| Universitario de Vinto  | 0 - 1 | Atlético Palmaflor     | Félix Capriles        | 7 de mayo | 17:15 |
| Independiente Petrolero | 1 - 0 | Universitario de Sucre | Olímpico Patria       | 7 de mayo | 19:00 |
| Bolívar                 | 1 - 0 | The Strongest          | Hernando Siles        | 8 de mayo | 15:00 |
| Always Ready            | 5 - 0 | Real Santa Cruz        | Municipal de El Alto  | 8 de mayo | 15:00 |
| Jorge Wilstermann       | 0 - 0 | Aurora                 | Félix Capriles        | 8 de mayo | 17:15 |
| Blooming                | 1 - 2 | Oriente Petrolero      | Ramón Aguilera Costas | 8 de mayo | 19:30 |

### Tabla de resultados cruzados
| Local \ Visitante      | AUR | STR | NAC | RSC | UNI | PAL | ORI | GUA |
| ---------------------- | --- | --- | --- | --- | --- | --- | --- | --- |
| Aurora                 | —   | 1–0 | 2–3 | 2–4 | 3–0 | 1–2 | 1–1 | 0–0 |
| The Strongest          | 1–0 | —   | 1–1 | 1–1 | 1–1 | 4–1 | 2–0 | 0–0 |
| Nacional Potosí        | 2–1 | 1–1 | —   | 1–0 | 1–1 | 1–1 | 4–2 | 3–1 |
| Real Santa Cruz        | 2–2 | 1–2 | 3–2 | —   | 0–1 | 1–2 | 2–1 | 2–2 |
| Universitario de Sucre | 1–1 | 0–1 | 4–3 | 2–3 | —   | 2–0 | 1–1 | 2–0 |
| Atlético Palmaflor     | 0–1 | 0–3 | 1–0 | 2–1 | 3–1 | —   | 2–1 | 1–0 |
| Oriente Petrolero      | 2–0 | 1–1 | 4–2 | 1–2 | 1–0 | 2–1 | —   | 2–1 |
| Guabirá                | 3–2 | 1–3 | 1–2 | 1–0 | 1–0 | 3–0 | 0–0 | —   |

| Local \ Visitante       | ALW | BOL | BLO | WIL | IND | TOM | RYP | VIN |
| ----------------------- | --- | --- | --- | --- | --- | --- | --- | --- |
| Always Ready            | —   | 1–2 | 3–0 | 0–0 | 1–1 | 0–1 | 2–2 | 6–2 |
| Bolívar                 | 3–0 | —   | 6–0 | 0–1 | 3–1 | 1–0 | 6–0 | 2–0 |
| Blooming                | 1–0 | 0–7 | —   | 3–3 | 4–0 | 2–1 | 1–1 | 5–0 |
| Jorge Wilstermann       | 1–0 | 1–4 | 0–1 | —   | 1–0 | 1–2 | 2–2 | 1–1 |
| Independiente Petrolero | 1–2 | 1–0 | 2–3 | 3–2 | —   | 1–1 | 0–0 | 0–0 |
| Real Tomayapo           | 1–1 | 1–1 | 1–2 | 1–1 | 1–1 | —   | 1–0 | 0–1 |
| Royal Pari              | 5–1 | 2–1 | 1–1 | 0–2 | 5–1 | 6–1 | —   | 2–1 |
| Universitario de Vinto  | 2–1 | 1–4 | 2–1 | 2–0 | 2–2 | 1–1 | 3–2 | —   |

## Liguilla final

### Cuadro de desarrollo
|  | Cuartos de final                              | Cuartos de final                              | Cuartos de final                              | Cuartos de final                              | Cuartos de final                              |   |                    | Semifinales                              | Semifinales                              | Semifinales                              | Semifinales                              | Semifinales                              |  |               | Final         | Final       | Final       |  |
|  | 28 y 29 de mayo (ida) 1 y 2 de junio (vuelta) | 28 y 29 de mayo (ida) 1 y 2 de junio (vuelta) | 28 y 29 de mayo (ida) 1 y 2 de junio (vuelta) | 28 y 29 de mayo (ida) 1 y 2 de junio (vuelta) | 28 y 29 de mayo (ida) 1 y 2 de junio (vuelta) |   |                    | 4 y 5 de junio (ida) 8 de junio (vuelta) | 4 y 5 de junio (ida) 8 de junio (vuelta) | 4 y 5 de junio (ida) 8 de junio (vuelta) | 4 y 5 de junio (ida) 8 de junio (vuelta) | 4 y 5 de junio (ida) 8 de junio (vuelta) |  |               | 12 de junio   | 12 de junio | 12 de junio |  |
|  |                                               |                                               |                                               |                                               |                                               |   |                    |                                          |                                          |                                          |                                          |                                          |  |               |               |             |             |  |
|  |                                               |                                               |                                               |                                               |                                               |   |                    |                                          |                                          |                                          |                                          |                                          |  |               |               |             |             |  |
|  | Atlético Palmaflor                            | Atlético Palmaflor                            | 1                                             | 2                                             | 3 (5)                                         |   |                    |                                          |                                          |                                          |                                          |                                          |  |               |               |             |             |  |
|  | Atlético Palmaflor                            | Atlético Palmaflor                            | 1                                             | 2                                             | 3 (5)                                         |   |                    |                                          |                                          |                                          |                                          |                                          |  |               |               |             |             |  |
|  | Always Ready                                  | Always Ready                                  | 2                                             | 1                                             | 3 (4)                                         |   |                    |                                          |                                          |                                          |                                          |                                          |  |               |               |             |             |  |
|  | Always Ready                                  | Always Ready                                  | 2                                             | 1                                             | 3 (4)                                         |   | Atlético Palmaflor | Atlético Palmaflor                       | 1                                        | 1                                        | 2                                        |                                          |  |               |               |             |             |  |
|  |                                               |                                               |                                               |                                               |                                               |   | Atlético Palmaflor | Atlético Palmaflor                       | 1                                        | 1                                        | 2                                        |                                          |  |               |               |             |             |  |
|  |                                               |                                               | The Strongest                                 | The Strongest                                 | 2                                             | 2 | 4                  |                                          |                                          |                                          |                                          |                                          |  |               |               |             |             |  |
|  | The Strongest                                 | The Strongest                                 | The Strongest                                 | The Strongest                                 | 2                                             | 2 | 4                  | 3                                        | 4                                        | 7                                        |                                          |                                          |  |               |               |             |             |  |
|  | The Strongest                                 | The Strongest                                 |                                               |                                               |                                               |   |                    |                                          |                                          | 7                                        |                                          |                                          |  |               |               |             |             |  |
|  | Royal Pari                                    | Royal Pari                                    | 0                                             | 0                                             | 0                                             |   |                    |                                          |                                          |                                          |                                          |                                          |  |               |               |             |             |  |
|  | Royal Pari                                    | Royal Pari                                    | 0                                             | 0                                             | 0                                             |   |                    |                                          |                                          |                                          |                                          |                                          |  | The Strongest | The Strongest | 0           |             |  |
|  |                                               |                                               |                                               |                                               |                                               |   |                    |                                          |                                          |                                          |                                          |                                          |  | The Strongest | The Strongest | 0           |             |  |
|  |                                               |                                               | Bolívar                                       | Bolívar                                       | 3                                             |   |                    |                                          |                                          |                                          |                                          |                                          |  |               |               |             |             |  |
|  | Bolívar                                       | Bolívar                                       | Bolívar                                       | Bolívar                                       | 3                                             | 0 | 1                  | 1 (7)                                    |                                          |                                          |                                          |                                          |  |               |               |             |             |  |
|  | Bolívar                                       | Bolívar                                       |                                               |                                               |                                               |   |                    |                                          |                                          |                                          |                                          |                                          |  |               |               |             |             |  |
|  | Oriente Petrolero                             | Oriente Petrolero                             | 1                                             | 0                                             | 1 (6)                                         |   |                    |                                          |                                          |                                          |                                          |                                          |  |               |               |             |             |  |
|  | Oriente Petrolero                             | Oriente Petrolero                             | 1                                             | 0                                             | 1 (6)                                         |   | Bolívar            | Bolívar                                  | 3                                        | 4                                        | 7                                        |                                          |  |               |               |             |             |  |
|  |                                               |                                               |                                               |                                               |                                               |   | Bolívar            | Bolívar                                  | 3                                        | 4                                        | 7                                        |                                          |  |               |               |             |             |  |
|  |                                               |                                               | Blooming                                      | Blooming                                      | 2                                             | 0 | 2                  |                                          |                                          |                                          |                                          |                                          |  |               |               |             |             |  |
|  | Blooming                                      | Blooming                                      | Blooming                                      | Blooming                                      | 2                                             | 0 | 2                  | 1                                        | 2                                        | 3 (5)                                    |                                          |                                          |  |               |               |             |             |  |
|  | Blooming                                      | Blooming                                      |                                               |                                               |                                               |   |                    |                                          |                                          | 3 (5)                                    |                                          |                                          |  |               |               |             |             |  |
|  | Nacional Potosí                               | Nacional Potosí                               | 3                                             | 0                                             | 3 (3)                                         |   |                    |                                          |                                          |                                          |                                          |                                          |  |               |               |             |             |  |
|  | Nacional Potosí                               | Nacional Potosí                               | 3                                             | 0                                             | 3 (3)                                         |   |                    |                                          |                                          |                                          |                                          |                                          |  |               |               |             |             |  |
|  |                                               |                                               |                                               |                                               |                                               |   |                    |                                          |                                          |                                          |                                          |                                          |  |               |               |             |             |  |

- Nota : El equipo ubicado en la primera línea de cada llave fue el que ejerció la localía en el partido de vuelta. La Final se jugó a partido único.

### Cuartos de final
- La hora de cada encuentro corresponde al huso horario que rige a Bolivia (UTC-4).

| Ida; 29 de mayo, 15:00 | Always Ready                | 2:1 (1:0) | Atlético Palmaflor | Estadio Municipal, El Alto |                        |
|                        | - Enoumba 36' - Cabrera 64' | Reporte   | Da Silva 87'       | Árbitro(s): Ivo Méndez     | Árbitro(s): Ivo Méndez |

| Vuelta; 1 de junio, 16:00 | Atlético Palmaflor                                  | 2:1 (0:0) (5:4 p.)(Global 3:3) | Always Ready                                 | Estadio Félix Capriles, Cochabamba                         |                                                            |
|                           | - Da Silva 56' - Pedraza 85'                        | Reporte                        | Ramallo 72'                                  | Asistencia: 15 000 espectadores Árbitro(s): Carlos Arteaga | Asistencia: 15 000 espectadores Árbitro(s): Carlos Arteaga |
|                           |                                                     | Tiros desde el punto penal     |                                              |                                                            |                                                            |
|                           | - Lencinas - Da Silva - Soares - Sánchez - Terrazas |                                | - Arce - Adrián - Enoumba - Mamani - Cabrera |                                                            |                                                            |

| Ida; 29 de mayo, 18:00 | Royal Pari | 0:3 (0:1) | The Strongest                       | Estadio Gilberto Parada, Montero |                          |
|                        |            | Reporte   | - Arrascaita 37', 59' - Reinoso 80' | Árbitro(s): Nelson Barro         | Árbitro(s): Nelson Barro |

| Vuelta; 1 de junio, 20:30 | The Strongest                                                        | 4:0 (1:0) (Global 7:0) | Royal Pari | Estadio Hernando Siles, La Paz |                          |
|                           | - Arrascaita 17' - Triverio 53' - Gutiérrez 85' (a.g.) - Reinoso 88' | Reporte                |            | Árbitro(s): Ángel Flores       | Árbitro(s): Ángel Flores |

| Ida; 28 de mayo, 15:00 | Nacional Potosí                         | 3:1 (2:1) | Blooming   | Estadio Víctor Agustín Ugarte, Potosí |                            |
|                        | - Núñez 30' - Barbery 44' - Navarro 62' | Reporte   | Rafinha 4' | Árbitro(s): Javier Rebollo            | Árbitro(s): Javier Rebollo |

| Vuelta; 2 de junio, 16:00 | Blooming                                           | 2:0 (1:0) (5:3 p.)(Global 3:3) | Nacional Potosí                    | Estadio Ramón Aguilera Costas, Santa Cruz de la Sierra |                         |
|                           | - Durán 45+3' - Orozco 90+6'                       | Reporte                        |                                    | Árbitro(s): Gery Vargas                                | Árbitro(s): Gery Vargas |
|                           |                                                    | Tiros desde el punto penal     |                                    |                                                        |                         |
|                           | - Herrera - Orozco - Cabrera - Arismendi - Tavares |                                | - Tobar - Andia - Romay - Mancilla |                                                        |                         |

| Ida; 28 de mayo, 19:30 | Oriente Petrolero | 1:0 (1:0) | Bolívar | Estadio Ramón Aguilera Costas, Santa Cruz de la Sierra |                         |
|                        | Caire 32'         | Reporte   |         | Árbitro(s): Gery Vargas                                | Árbitro(s): Gery Vargas |

| Vuelta; 2 de junio, 20:00 | Bolívar                                                                             | 1:0 (0:0) (7:6 p.)(Global 1:1) | Oriente Petrolero                                                              | Estadio Hernando Siles, La Paz |                            |
|                           | Uzeda 90+3'                                                                         | Reporte                        |                                                                                | Árbitro(s): Javier Rebollo     | Árbitro(s): Javier Rebollo |
|                           |                                                                                     | Tiros desde el punto penal     |                                                                                |                                |                            |
|                           | - Fernández - Sagredo - Rodríguez - Justiniano - Sávio - Cordano - Villamíl - Uzeda |                                | - Caire - F. Suárez - Guaycochea - Ríos - Roca - Quiñónez - M. Suárez - Guzmán |                                |                            |

### Semifinales
- La hora de cada encuentro corresponde al huso horario que rige a Bolivia (UTC-4).

| Ida; 4 de junio, 15:00 | The Strongest                | 2:1 (1:1) | Atlético Palmaflor | Estadio Hernando Siles, La Paz |                          |
|                        | - Saucedo 44' - Triverio 79' | Reporte   | Soares 38'         | Árbitro(s): Nelson Barro       | Árbitro(s): Nelson Barro |

| Vuelta; 8 de junio, 16:00 | Atlético Palmaflor | 1:2 (0:0) (Global 2:4) | The Strongest                      | Estadio Félix Capriles, Cochabamba                     |                                                        |
|                           | Soares 60' (pen.)  | Reporte                | - Triverio 52' - Amaral 82' (pen.) | Asistencia: 30 000 espectadores Árbitro(s): Ivo Méndez | Asistencia: 30 000 espectadores Árbitro(s): Ivo Méndez |

| Ida; 5 de junio, 15:00 | Blooming                           | 2:3 (0:0) | Bolívar                              | Estadio Ramón Aguilera Costas, Santa Cruz de la Sierra      |                                                             |
|                        | - Sagredo 67' (a.g.) - Rafinha 85' | Reporte   | - Sávio 47' - Lima 88' - Uzeda 90+4' | Asistencia: 40 000 espectadores Árbitro(s): Dilio Rodríguez | Asistencia: 40 000 espectadores Árbitro(s): Dilio Rodríguez |

| Vuelta; 8 de junio, 20:00 | Bolívar                                               | 4:0 (1:0) (Global 7:2) | Blooming | Estadio Hernando Siles, La Paz                           |                                                          |
|                           | - Sagredo 45+2' - Sávio 57' - Miranda 69', 79' (pen.) | Reporte                |          | Asistencia: 20 000 espectadores Árbitro(s): Jordy Alemán | Asistencia: 20 000 espectadores Árbitro(s): Jordy Alemán |

### Final
- La hora del encuentro corresponde al huso horario que rige a Bolivia (UTC-4).

| 12 de junio, 16:00 | The Strongest | 0:3 (0:2) | Bolívar                            | Estadio Hernando Siles, La Paz                                                             |                                                                                            |
|                    |               | Reporte   | - Chico 1', 32' (pen.) - Sávio 70' | Asistencia: 38 000 espectadores · Árbitro(s): Dilio Rodríguez · Jugador del partido: Chico | Asistencia: 38 000 espectadores · Árbitro(s): Dilio Rodríguez · Jugador del partido: Chico |

#### Ficha del partido
| 13    | POR   | Guillermo Viscarra |     |
| 14    | DEF   | Diego Wayar        | 46' |
| 6     | DEF   | Richet Gómez       |     |
| 5     | DEF   | Adrián Jusino      |     |
| 4     | DEF   | Juan Aponte        |     |
| 21    | MED   | Fernando Saucedo   |     |
| 27    | MED   | Luciano Ursino     |     |
| 23    | MED   | Jeyson Chura       | 46' |
| 34    | MED   | Cristian Esparza   |     |
| 20    | MED   | Rodrigo Amaral     | 55' |
| 11    | DEL   | Enrique Triverio   |     |
| D. T. | D. T. | Cristian Díaz      |     |

| 12    | POR   | Rubén Cordano       |       |
| 8     | DEF   | Diego Bejarano      |       |
| 13    | DEF   | José Herrera        | 46'   |
| 2     | DEF   | César Martins       |       |
| 4     | DEF   | José Sagredo        | 90+1' |
| 21    | DEF   | Roberto Fernández   | 90+1' |
| 23    | MED   | Leonel Justiniano   |       |
| 15    | MED   | Gabriel Villamil    |       |
| 6     | MED   | Àlex Granell        |       |
| 11    | DEL   | Bruno Sávio         | 74'   |
| 19    | DEL   | Chico               | 85'   |
| D. T. | D. T. | Antônio Carlos Zago |       |

| 10 | MED | Henry Vaca       | 46' |
| 9  | DEL | Martín Prost     | 46' |
| 30 | MED | Jaime Arrascaita | 55' |

| 30 | DEF | Luis Haquín        | 46'   |
| 17 | MED | Patricio Rodríguez | 74'   |
| 22 | DEL | Bruno Miranda      | 85'   |
| 24 | DEF | Javier Uzeda       | 90+1' |
| 5  | DEF | Sebastián Reyes    | 90+1' |

| 1' · 32' · 70' | Chico Bruno Sávio | 0:1 0:2 0:3 |

| 30' · 45+1' · 55' · 56' · 73' · 79' | Jeison Chura Rodrigo Amaral Richet Gómez Luciano Ursino Martín Prost Jaime Arrascaita |

| 25' · 48' · 55' · 73' | José Sagredo Bruno Sávio Àlex Granell Leonel Justiniano |

| Principal  | Dilio Rodríguez |
| Asistentes | Edward Saavedra |
|            | Juan P. Montaño |
| Cuarto     | Jordy Alemán    |

|  |                    | [[Archivo:\|border\|30px]] | [[Archivo:\|border\|30px]] |
|  | Tiros              | 10                         | 14                         |
|  | Tiros a puerta     | 3                          | 6                          |
|  | Faltas             | 13                         | 15                         |
|  | Saques de esquina  | 6                          | 3                          |
|  | Posesión del balón | 62%                        | 38%                        |

| 13    | POR   | Guillermo Viscarra |     |
| 14    | DEF   | Diego Wayar        | 46' |
| 6     | DEF   | Richet Gómez       |     |
| 5     | DEF   | Adrián Jusino      |     |
| 4     | DEF   | Juan Aponte        |     |
| 21    | MED   | Fernando Saucedo   |     |
| 27    | MED   | Luciano Ursino     |     |
| 23    | MED   | Jeyson Chura       | 46' |
| 34    | MED   | Cristian Esparza   |     |
| 20    | MED   | Rodrigo Amaral     | 55' |
| 11    | DEL   | Enrique Triverio   |     |
| D. T. | D. T. | Cristian Díaz      |     |

| 12    | POR   | Rubén Cordano       |       |
| 8     | DEF   | Diego Bejarano      |       |
| 13    | DEF   | José Herrera        | 46'   |
| 2     | DEF   | César Martins       |       |
| 4     | DEF   | José Sagredo        | 90+1' |
| 21    | DEF   | Roberto Fernández   | 90+1' |
| 23    | MED   | Leonel Justiniano   |       |
| 15    | MED   | Gabriel Villamil    |       |
| 6     | MED   | Àlex Granell        |       |
| 11    | DEL   | Bruno Sávio         | 74'   |
| 19    | DEL   | Chico               | 85'   |
| D. T. | D. T. | Antônio Carlos Zago |       |

| 10 | MED | Henry Vaca       | 46' |
| 9  | DEL | Martín Prost     | 46' |
| 30 | MED | Jaime Arrascaita | 55' |

| 30 | DEF | Luis Haquín        | 46'   |
| 17 | MED | Patricio Rodríguez | 74'   |
| 22 | DEL | Bruno Miranda      | 85'   |
| 24 | DEF | Javier Uzeda       | 90+1' |
| 5  | DEF | Sebastián Reyes    | 90+1' |

| 1' · 32' · 70' | Chico Bruno Sávio | 0:1 0:2 0:3 |

| 30' · 45+1' · 55' · 56' · 73' · 79' | Jeison Chura Rodrigo Amaral Richet Gómez Luciano Ursino Martín Prost Jaime Arrascaita |

| 25' · 48' · 55' · 73' | José Sagredo Bruno Sávio Àlex Granell Leonel Justiniano |

| Principal  | Dilio Rodríguez |
| Asistentes | Edward Saavedra |
|            | Juan P. Montaño |
| Cuarto     | Jordy Alemán    |

|  |                    | [[Archivo:\|border\|30px]] | [[Archivo:\|border\|30px]] |
|  | Tiros              | 10                         | 14                         |
|  | Tiros a puerta     | 3                          | 6                          |
|  | Faltas             | 13                         | 15                         |
|  | Saques de esquina  | 6                          | 3                          |
|  | Posesión del balón | 62%                        | 38%                        |

| 13    | POR   | Guillermo Viscarra |     |
| 14    | DEF   | Diego Wayar        | 46' |
| 6     | DEF   | Richet Gómez       |     |
| 5     | DEF   | Adrián Jusino      |     |
| 4     | DEF   | Juan Aponte        |     |
| 21    | MED   | Fernando Saucedo   |     |
| 27    | MED   | Luciano Ursino     |     |
| 23    | MED   | Jeyson Chura       | 46' |
| 34    | MED   | Cristian Esparza   |     |
| 20    | MED   | Rodrigo Amaral     | 55' |
| 11    | DEL   | Enrique Triverio   |     |
| D. T. | D. T. | Cristian Díaz      |     |

| 12    | POR   | Rubén Cordano       |       |
| 8     | DEF   | Diego Bejarano      |       |
| 13    | DEF   | José Herrera        | 46'   |
| 2     | DEF   | César Martins       |       |
| 4     | DEF   | José Sagredo        | 90+1' |
| 21    | DEF   | Roberto Fernández   | 90+1' |
| 23    | MED   | Leonel Justiniano   |       |
| 15    | MED   | Gabriel Villamil    |       |
| 6     | MED   | Àlex Granell        |       |
| 11    | DEL   | Bruno Sávio         | 74'   |
| 19    | DEL   | Chico               | 85'   |
| D. T. | D. T. | Antônio Carlos Zago |       |

| 10 | MED | Henry Vaca       | 46' |
| 9  | DEL | Martín Prost     | 46' |
| 30 | MED | Jaime Arrascaita | 55' |

| 30 | DEF | Luis Haquín        | 46'   |
| 17 | MED | Patricio Rodríguez | 74'   |
| 22 | DEL | Bruno Miranda      | 85'   |
| 24 | DEF | Javier Uzeda       | 90+1' |
| 5  | DEF | Sebastián Reyes    | 90+1' |

| 1' · 32' · 70' | Chico Bruno Sávio | 0:1 0:2 0:3 |

| 30' · 45+1' · 55' · 56' · 73' · 79' | Jeison Chura Rodrigo Amaral Richet Gómez Luciano Ursino Martín Prost Jaime Arrascaita |

| 25' · 48' · 55' · 73' | José Sagredo Bruno Sávio Àlex Granell Leonel Justiniano |

| Principal  | Dilio Rodríguez |
| Asistentes | Edward Saavedra |
|            | Juan P. Montaño |
| Cuarto     | Jordy Alemán    |

|  |                    | [[Archivo:\|border\|30px]] | [[Archivo:\|border\|30px]] |
|  | Tiros              | 10                         | 14                         |
|  | Tiros a puerta     | 3                          | 6                          |
|  | Faltas             | 13                         | 15                         |
|  | Saques de esquina  | 6                          | 3                          |
|  | Posesión del balón | 62%                        | 38%                        |

| 13    | POR   | Guillermo Viscarra |     |
| 14    | DEF   | Diego Wayar        | 46' |
| 6     | DEF   | Richet Gómez       |     |
| 5     | DEF   | Adrián Jusino      |     |
| 4     | DEF   | Juan Aponte        |     |
| 21    | MED   | Fernando Saucedo   |     |
| 27    | MED   | Luciano Ursino     |     |
| 23    | MED   | Jeyson Chura       | 46' |
| 34    | MED   | Cristian Esparza   |     |
| 20    | MED   | Rodrigo Amaral     | 55' |
| 11    | DEL   | Enrique Triverio   |     |
| D. T. | D. T. | Cristian Díaz      |     |

| 12    | POR   | Rubén Cordano       |       |
| 8     | DEF   | Diego Bejarano      |       |
| 13    | DEF   | José Herrera        | 46'   |
| 2     | DEF   | César Martins       |       |
| 4     | DEF   | José Sagredo        | 90+1' |
| 21    | DEF   | Roberto Fernández   | 90+1' |
| 23    | MED   | Leonel Justiniano   |       |
| 15    | MED   | Gabriel Villamil    |       |
| 6     | MED   | Àlex Granell        |       |
| 11    | DEL   | Bruno Sávio         | 74'   |
| 19    | DEL   | Chico               | 85'   |
| D. T. | D. T. | Antônio Carlos Zago |       |

| 10 | MED | Henry Vaca       | 46' |
| 9  | DEL | Martín Prost     | 46' |
| 30 | MED | Jaime Arrascaita | 55' |

| 30 | DEF | Luis Haquín        | 46'   |
| 17 | MED | Patricio Rodríguez | 74'   |
| 22 | DEL | Bruno Miranda      | 85'   |
| 24 | DEF | Javier Uzeda       | 90+1' |
| 5  | DEF | Sebastián Reyes    | 90+1' |

| 1' · 32' · 70' | Chico Bruno Sávio | 0:1 0:2 0:3 |

| 30' · 45+1' · 55' · 56' · 73' · 79' | Jeison Chura Rodrigo Amaral Richet Gómez Luciano Ursino Martín Prost Jaime Arrascaita |

| 25' · 48' · 55' · 73' | José Sagredo Bruno Sávio Àlex Granell Leonel Justiniano |

| Principal  | Dilio Rodríguez |
| Asistentes | Edward Saavedra |
|            | Juan P. Montaño |
| Cuarto     | Jordy Alemán    |

|  |                    | [[Archivo:\|border\|30px]] | [[Archivo:\|border\|30px]] |
|  | Tiros              | 10                         | 14                         |
|  | Tiros a puerta     | 3                          | 6                          |
|  | Faltas             | 13                         | 15                         |
|  | Saques de esquina  | 6                          | 3                          |
|  | Posesión del balón | 62%                        | 38%                        |

| |
| |
| Campeón Bolívar 2.° título de División Profesional 30.° título de Primera División Clasificado a Conmebol Libertadores 2023 (Bolivia 1) |

## Estadísticas

### Goleadores
| Pos. | Jugador            | Goles | Part. | Prom. | Club               |
| ---- | ------------------ | ----- | ----- | ----- | ------------------ |
| 1    | Francisco da Costa | 10    | 16    | 0.63  | Bolívar            |
| 2    | Bruno Miranda      | 9     | 16    | 0.56  | Bolívar            |
| =    | Facundo Suárez     | 9     | 17    | 0.53  | Oriente Petrolero  |
| 4    | Andrés Chávez      | 8     | 15    | 0.53  | Jorge Wilstermann  |
| =    | Wesley da Silva    | 8     | 15    | 0.53  | Atlético Palmaflor |
| 6    | Gilbert Álvarez    | 7     | 17    | 0.41  | Royal Pari F. C.   |
| =    | Bruno Sávio        | 7     | 17    | 0.41  | Bolívar            |
| =    | Hugo Dorrego       | 7     | 17    | 0.41  | Oriente Petrolero  |
| =    | Tommy Tobar        | 7     | 17    | 0.41  | The Strongest      |
| 10   | Rafinha            | 6     | 15    | 0.4   | Blooming           |
| =    | Joel Amoroso       | 6     | 16    | 0.38  | Royal Pari F. C.   |
| =    | Mario Barbery      | 6     | 18    | 0.33  | Nacional Potosí    |